# Torgeir Bryn
Torgeir Bryn (Oslo; 19 de agosto de 1964) es un exjugador de baloncesto noruego que disputó 20 temporadas como profesional. Con 2,06 de estatura, su puesto natural en la cancha era el de pívot. Es conocido por ser el primer escandinavo y único noruego en jugar en la NBA.

## Trayectoria

### Estados Unidos
En Estados Unidos asistió al MiraCosta Community College en Oceanside (California) y más tarde la Universidad de Southwest Texas State en San Marcos (Texas), donde jugó en la NCAA con los Bobcats. En MiraCosta jugó para Clete Adelman, hermano mayor del entrenador de la NBA, Rick Adelman. 
A pesar de no ser elegido en el draft de 1989, tuvo un breve paso por la NBA al firmar con Los Angeles Clippers, con los que disputó tres encuentros en la 1989-90. 
Luego jugó para varios equipos de la CBA y de la USBL. Jugó para Tulsa Fast Breakers, San Jose Jammers, Quad City Thunder, Fort Wayne Fury y Omaha Racers, donde promedió 7,1 puntos en 71 encuentros entre 1989 y 1993.

### Europa
Luego regresó a Europa donde jugó para clubes como el SL Benfica en Portugal o el Žalgiris Kaunas en Lituania en 1995, y más tarde en Francia.

### Noruega
Debutó en Noruega con el Ammerud Basket, al que regresó con 43 años en 2007. Allí compartió vestuario con su hijo Martin Bryn.
En su país jugó también para los Oslo Kings (Vålerenga Kings) y los Harstad Vikings.

### Selección nacional
Fue internacional con la selección de Noruega, disputando 111 encuentros.

## Estadísticas de su carrera en la NBA

### Temporada regular
| Año     | Equipo      | PJ | PT | MPP | %TC  | %3P  | %TL  | RPP | APP | ROB | TPP | PPP |
| ------- | ----------- | -- | -- | --- | ---- | ---- | ---- | --- | --- | --- | --- | --- |
| 1989-90 | LA Clippers | 3  | 0  | 3.3 | .000 | .000 | .667 | .7  | .0  | .7  | .3  | 1.3 |
| Total   | Total       | 3  | 0  | 3.3 | .000 | .000 | .667 | .7  | .0  | .7  | .3  | 1.3 |